# Осташковский проезд
Оста́шковский проезд — улица на северо-востоке Москвы, в Лосиноостровском районе Северо-восточного административного округа. Находится между Изумрудной и Тайнинской улицами. Назван в 1960 году по прилеганию к бывшему Осташковскому шоссе.

## Расположение
Осташковский проезд начинается от Изумрудной улицы и с юго-востока на северо-запад пересекает 1-ю и 2-ю Напрудные улицы и оканчивается на Тайнинской улице, продолжаясь по другую сторону как Ватутинский переулок. По левую сторону проезда находится парк «Торфянка» и одноимённый пруд на его территории.

## Учреждения и организации
- Дом 6, строение 2 — бассейн «Мединвек».